# العلاقات الأسترالية الأوكرانية
العلاقات الأسترالية الأوكرانية هي العلاقات الثنائية التي تجمع بين أستراليا وأوكرانيا.

## مقارنة بين البلدين
هذه مقارنة عامة ومرجعية للدولتين:
| وجه المقارنة                                              | أستراليا                                   | أوكرانيا                                   |
| --------------------------------------------------------- | ------------------------------------------ | ------------------------------------------ |
| المساحة (كم2)                                             | 7.69 مليون                                 | 603.63 ألف                                 |
| عدد السكان (نسمة)                                         | 24.51 مليون                                | 45.55 مليون                                |
| الكثافة السكانية (ن./كم²)                                 | 3.19                                       | 75.46                                      |
| العاصمة                                                   | كانبرا، ملبورن                             | كييف                                       |
| اللغة الرسمية                                             | لغة إنجليزية                               | اللغة الأوكرانية                           |
| العملة                                                    | دولار أسترالي، جنيه إسترليني، جنيه أسترالي | هريفنا أوكرانية، كاربوفانيتس، روبل سوفييتي |
| الناتج المحلي الإجمالي (بليون دولار)                      | 1.32 تريليون                               | 112.15 مليار                               |
| الناتج المحلي الإجمالي (تعادل القوة الشرائية) بليون دولار | 1.10 تريليون                               | 352.98 مليار                               |
| الناتج المحلي الإجمالي الاسمي للفرد دولار أمريكي          | 56.31 ألف                                  | 2.11 ألف                                   |
| الناتج المحلي الإجمالي للفرد دولار أمريكي                 | 45.92 ألف                                  | 8.66 ألف                                   |
| مؤشر التنمية البشرية                                      | 0.939                                      | 0.747                                      |
| رمز المكالمات الدولي                                      | +61                                        | +380                                       |
| رمز الإنترنت                                              | .au                                        | .ua، .укр ‏                                 |
| المنطقة الزمنية                                           |                                            | ت ع م+02:00، ت ع م+03:00، توقيت شرق أوروبا |

## منظمات دولية مشتركة
يشترك البلدان في عضوية مجموعة من المنظمات الدولية، منها:
| علم المنظمة | اسم المنظمة                               | تاريخ انضمام أستراليا | تاريخ انضمام أوكرانيا |
| ----------- | ----------------------------------------- | --------------------- | --------------------- |
|             | منظمة التجارة العالمية                    | ?                     | 16 مايو 2008          |
|             | الاتحاد البريدي العالمي                   | ?                     | ?                     |
|             | مجموعة الموردين النوويين                  | ?                     | ?                     |
|             | يونسكو                                    | 4 نوفمبر 1946         | 12 مايو 1954          |
|             | الفريق المعني برصد الأرض                  | ?                     | ?                     |
|             | مؤسسة التمويل الدولية                     | 20 يوليو 1956         | 18 أكتوبر 1993        |
|             | المركز الدولي لتسوية المنازعات الاستشارية | 1 يونيو 1991          | 7 يوليو 2000          |
|             | منظمة حظر الأسلحة الكيميائية              | ?                     | ?                     |
|             | مؤسسة التنمية الدولية                     | 24 سبتمبر 1960        | 27 مايو 2004          |
|             | مجموعة أستراليا                           | 1985                  | 2005                  |
|             | نظام تحكم تكنولوجيا القذائف               | 1990                  | 1998                  |
|             | وكالة ضمان الاستثمار متعدد الأطراف        | 10 فبراير 1999        | 19 يوليو 1994         |
|             | الاتحاد الدولي للاتصالات                  | 27 مايو 1878          | 7 مايو 1947           |
|             | منظمة الشرطة الجنائية الدولية             | ?                     | ?                     |
|             | الأمم المتحدة                             | 1 نوفمبر 1945         | 24 أكتوبر 1945        |
|             | البنك الدولي للإنشاء والتعمير             | 5 أغسطس 1947          | 3 سبتمبر 1992         |
|             | المنظمة الهيدروغرافية الدولية             | ?                     | ?                     |

## أعلام
هذه قائمة لبعض الشخصيات التي تربطها علاقات بالبلدين:
- راشيل فينش (8 يوليو 1988 – )
- ماثيو قاي (سياسي أسترالي، 5 مارس 1974 – )
- مارك فيدوكا (لاعب كرة قدم أسترالي، 9 أكتوبر 1975[30] – )
- ميلاني فاليجو (ممثلة أسترالية، 27 أكتوبر 1979[31] – )
- نيكيتا روكافيتسيا (لاعب كرة قدم أسترالي، 22 يونيو 1987[32] – )
- يان ليزلي (صحفي أسترالي، 6 يوليو 1942 – )

## وصلات خارجية
- موقع وزارة الخارجية الأسترالية
- موقع وزارة الخارجية الأوكرانية